# Tiridates III da Pártia
Tiridates III (em latim: Tiridates; em grego: Τιριδάτης; romaniz.: Tiridátēs) foi um príncipe arsácida que foi colocado no trono do Império Parta pelos romanos em 35 como rival de Artabano II (r. 12–38/41).

## Nome
Tiridates (Τιριδάτης, Tiridátēs) é a forma latina do armênio Terdate (Տրդատ, Trdat), que derivou do persa antigo Tiridata (*Tiridata-), "dado/criado por Tir". Foi registrado em grego como Terdates (Τηρδὰτης, Tērdàtēs), Teridates (Τηριδάτης, Tēridátēs), Teridácio (Τηριδάτιος, Tēridátios) e Tiridácio (Τιριδάτιος, Tiridátios).

## Vida
Tiridates foi um nobre da dinastia reinante do Império Arsácida, neto do xainxá Fraates IV (r. 37–2) através de uma filha de nome incerto. No reinado de seu avô, foi enviado a Roma como refém, onde foi educado. Em 35, o xainxá Artabano II (r. 12–38/41) tentou conquistar a Armênia e estabelecer seu filho Ársaces I como rei. A facção entre os magnatas partas que era hostil a Artabano II solicitou ao imperador Tibério (r. 14–37) a extradição de Tiridates e ele ordenou que Lúcio Vitélio, o Velho (pai do imperador Vitélio) restaurasse a autoridade romana no Oriente. Por meio de operações militares e diplomáticas muito hábeis, Vitélio obteve sucesso total. Artabano II foi abandonado por seus seguidores e fugiu à Hircânia. Tiridates foi proclamado rei, mas não conseguiu manter o controle do trono parta, porque parecia aos seus súditos ser um vassalo dos romanos. Nesse meio tempo, Artabano II retornou da Hircânia com um forte exército de auxiliares citas (daas) e foi novamente reconhecido pelos partas. Tiridates deixou a capital Selêucia do Tigre e fugiu à Síria.